# Kreis Stabio
Der Kreis Stabio bildet zusammen mit den Kreisen Balerna, Caneggio, Mendrisio und Riva San Vitale den Bezirk Mendrisio des Kantons Tessin in der Schweiz. Der Sitz des Kreisamtes ist in Stabio.

## Gemeinden
Der Kreis setzt sich aus folgenden Gemeinden zusammen:
| Wappen    | Name der Gemeinde | Einwohner (Dez. 2018) | Fläche in km² | BFS-Nr |
| --------- | ----------------- | --------------------- | ------------- | ------ |
| Novazzano | Novazzano         | 2344                  | 5,23          | 5260   |
| Stabio    | Stabio            | 4485                  | 6,15          | 5266   |

Bis zum 13. April 2013 gehörte auch die ehemalige Gemeinde Ligornetto zum Kreis Stabio. Durch die Eingemeindung von Ligornetto nach Mendrisio gehört das frühere Gemeindegebiet von Ligornetto seit dem 14. April zum Kreis Mendrisio.